# 出島橋
出島橋（日语：／）是日本長崎縣长崎市的一座跨中島川的橋梁，最初是1890年建於中島川河口的「新川口橋」，為桁架桥形式，1910年被遷移到現址，目前橋上僅有南往北的單行道；現在是日本現存最古老的鐵橋，在2003年獲選為土木學會選獎土木遺產。